# Тюкин, Эдуард Автандилович
Эдуард Автандилович Тюкин (род. 19 мая 1978 года) — российский и казахстанский тяжёлоатлет, Заслуженный мастер спорта России, бронзовый призёр Олимпиады-2004 (Афины).

## Биография
Первый тренер — Р. Сираев. Воспитанник СДЮШОР № 15 и спортклуба «Химпром» (тренеры В. Г. Вагин, А. Ф. Яруллин).
Живёт в Уфе и выступает за Вооруженные Силы. Инструктор по спорту в/ч 77210.

## Достижения
- Чемпион мира среди юниоров — 1997
- Чемпион Европы среди юниоров — 1997
- Чемпион России — 1999, 2003, 2004
- Чемпион Вооруженных сил России — 2010
- Серебряный призёр чемпионата Европы — 2004
- Серебряный призёр чемпионата мира — 2007
- Бронзовый призёр летних Олимпийских игр — 2004
- Награждён Орденом За заслуги перед Отечеством
- Награждён Орденом Салавата Юлаева.